# Wierden
Wierden es un municipio y una localidad de la provincia de Overijssel, en los Países Bajos, en la región de Twente. Cuenta con una superficie de 95,39 km ², de los que 0,62 km ² corresponden a la superficie ocupada por el agua. El 1 de enero de 2014 el municipio tenía una población de 36.519 habitantes, lo que supone una densidad de 382 h/km². 
Forman el municipio Wierden, donde se localiza el gobierno municipal, con cerca de 24.000 habitantes, Enter, con aproximadamente 7000 habitantes, y las aldeas de Hoge Hexel, Notter, Zuna, Rectum e IJpelo, cuyas poblaciones no alcanzan los mil habitantes. 
Wierden dispone de estación de ferrocarril con parada de las líneas de cercanías de Zwolle a Enschede y de Apeldoorn a Enschede. 

## Galería de imágenes

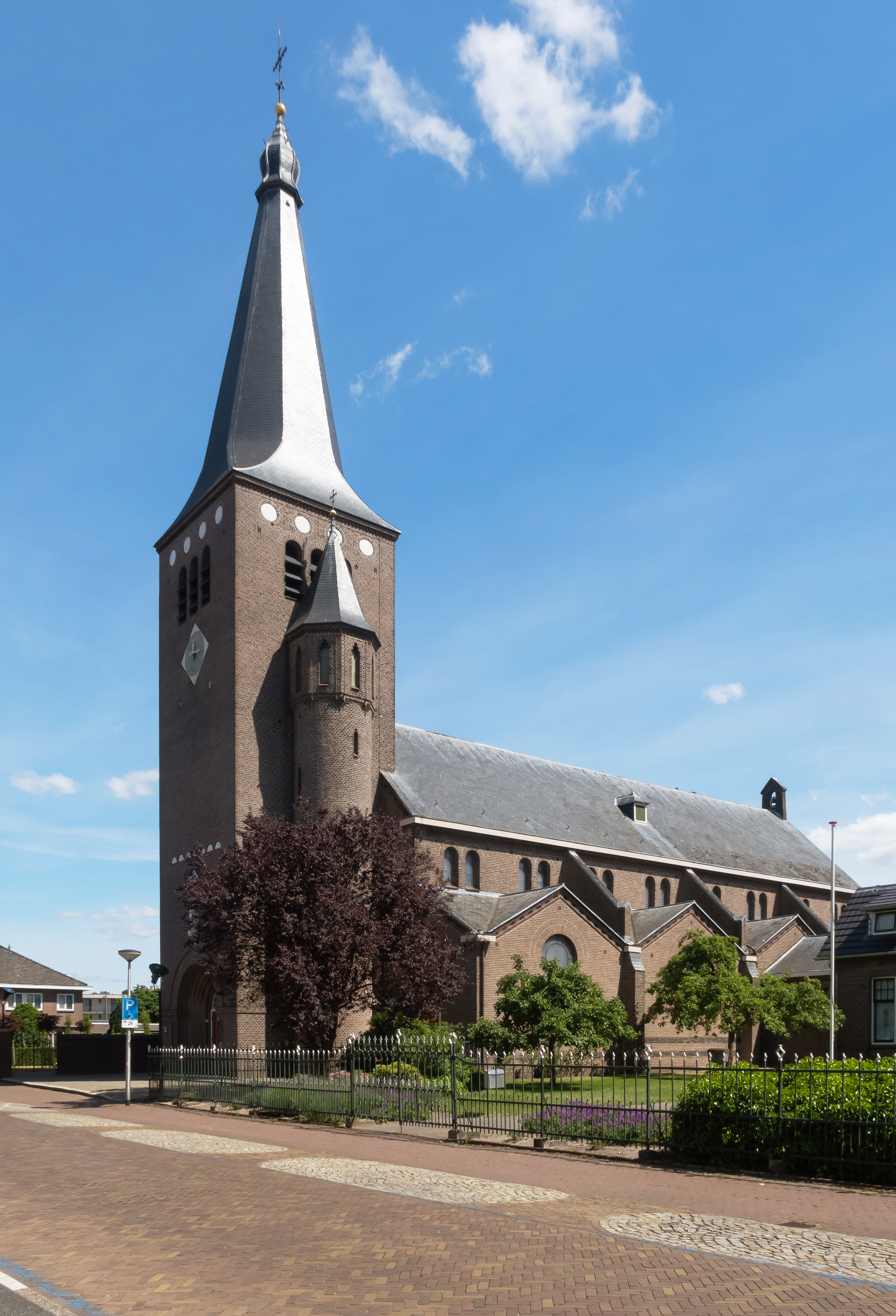
Iglesia: la Sint Jan de Doperkerk
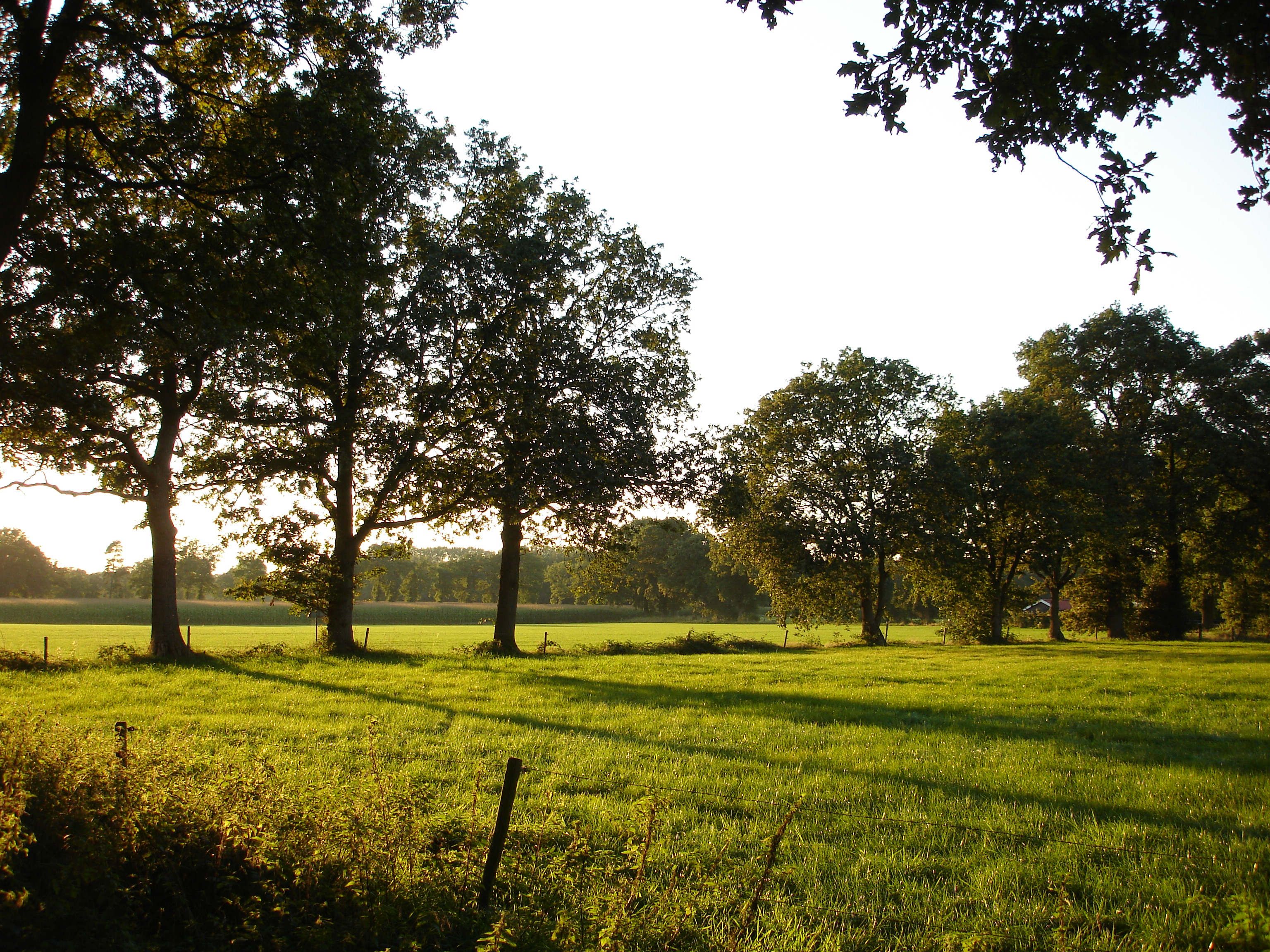
Rectum
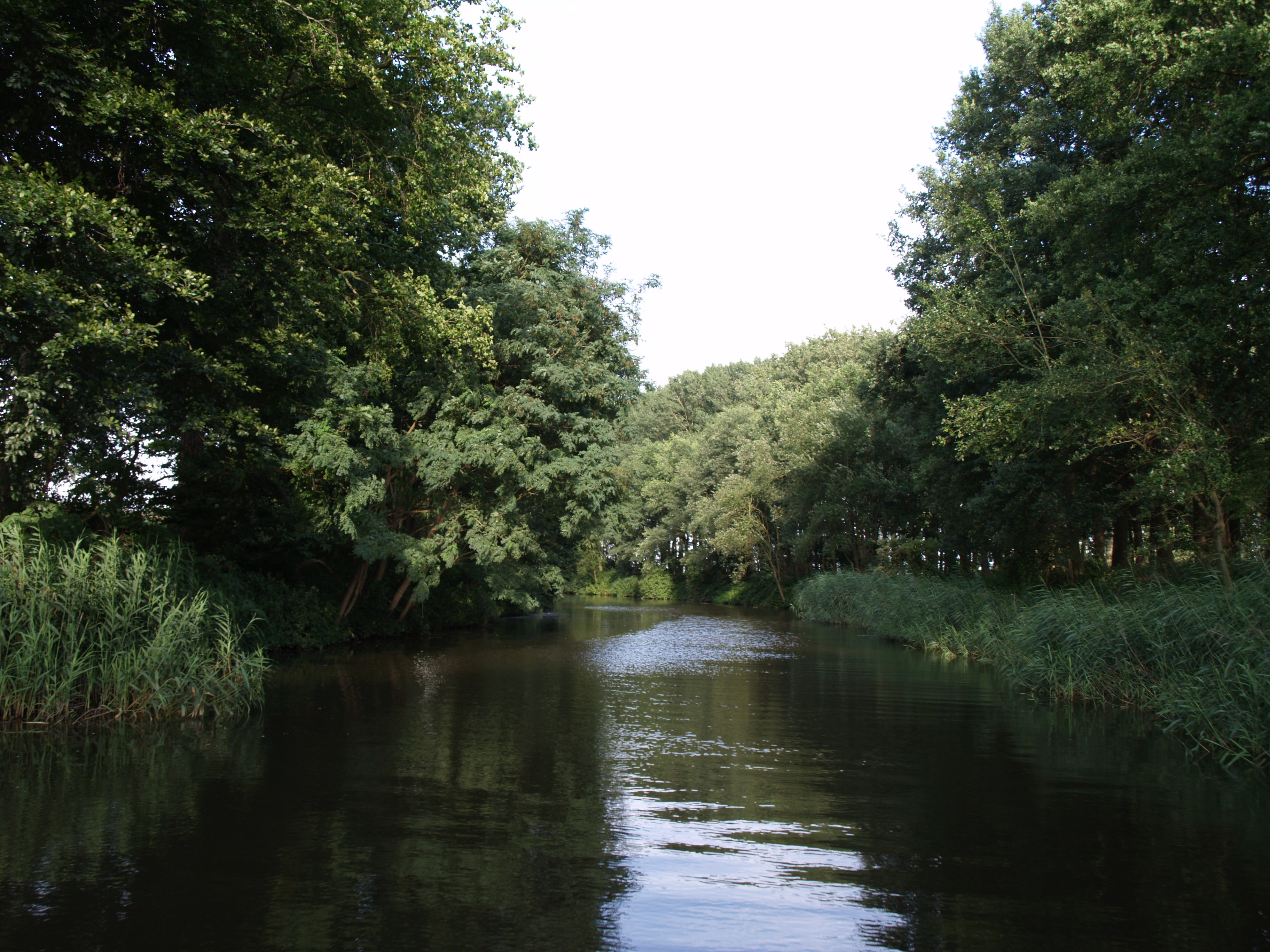
El río Reegge a su paso por Rectum
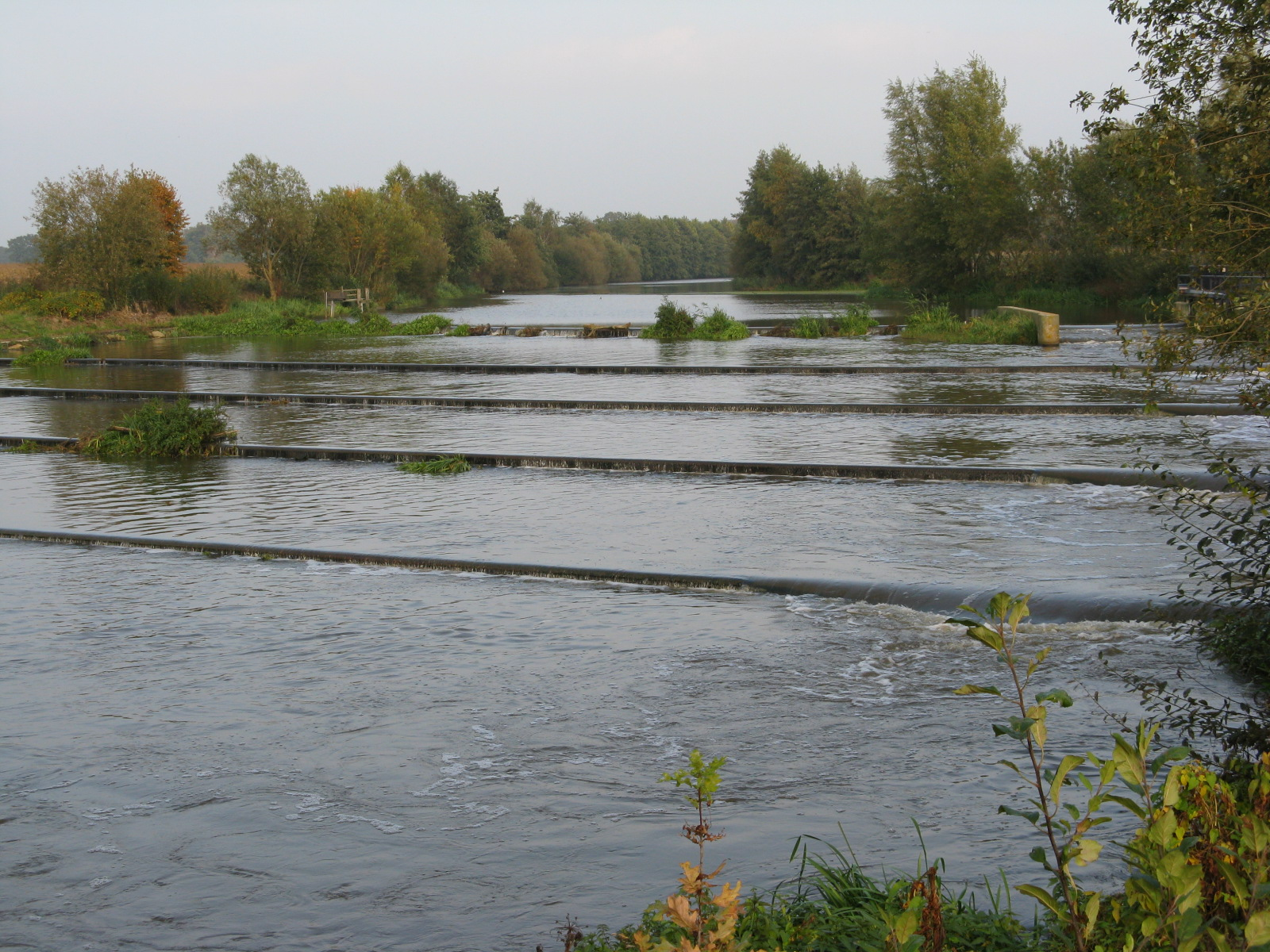
El río Regge en Zuna
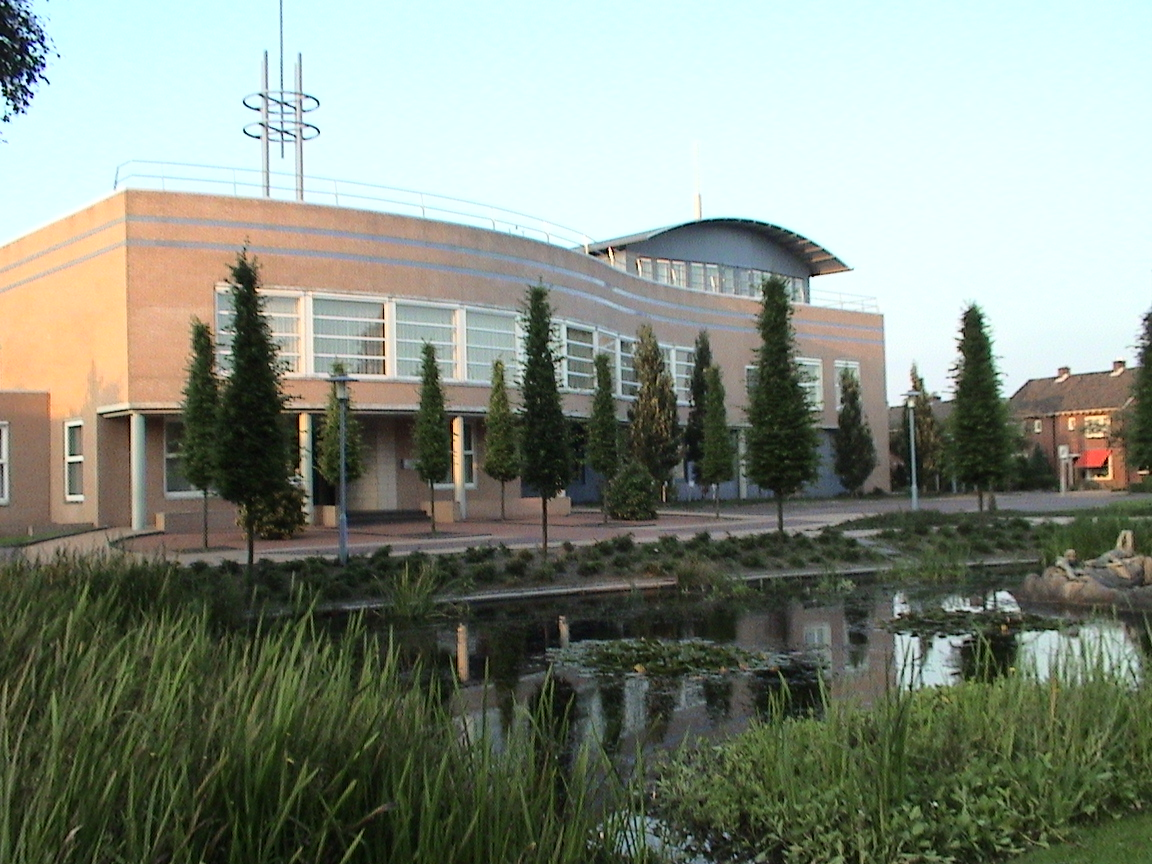
Ayuntamiento de Wierden